# Conrad Smith
Conrad Gerard Smith MNZM (* 12. Oktober 1981 in Hawera, Neuseeland) ist ein ehemaliger neuseeländischer Rugby-Union-Spieler auf der Position des Innendreiviertels. Er war in vielen Taranaki-Jugendmannschaften. Später zog er nach Wellington, um Jura auf der Victoria University zu studieren. Smith hat noch nicht alle seine Examen beendet, erhielt aber einen Bachelor of Law von der Universität. Smith spielt für die Hurricanes in der Super 14 und für Wellington im Air New Zealand Cup. Er wurde in der Super 14-Saison 2007 zum Kapitän der Hurricanes ernannt, da der reguläre Kapitän, Rodney So’oialo, im Trainingslager der All Blacks war.

## Biografie
Smith ging auf das Francis Douglas Memorial College. Er machte sein Debüt bei den All Blacks im Alter von 22 Jahren, 2004 gegen Italien. In den 88 Länderspielen, die er bis jetzt absolviert hat, erzielte er insgesamt 130 Punkte (26 Versuche). Des Weiteren spielt er für Old Boys University in der Wellington club rugby competition. Sein Vater Trevor spielte in den 1970er Jahren als Verbindungshalb für Taranaki.
Während eines Super 14-Spiels für die Hurricanes gegen die Western Force in New Plymouth am 18. Februar 2006 brach sich Smith zwei Knochen in seinem Bein und eröffnete damit eine nationale Debatte um die Innendreiviertel-Kombination der All Blacks für die Länderspiele 2006. Smith kam im späteren Verlauf des Jahres, während des Air New Zealand Cups, aus der Verletzungspause.
2007 folgten eine Reihe weiterer Rückschläge, die meisten davon verletzungsbedingt. Er arbeitete sich jedoch zurück auf eine Startposition und ist seit 2008 wieder die erste Wahl auf der Innendreiviertelposition für die All Blacks. Mit den All Blacks gewann er 2011 die Weltmeisterschaft. 2015 konnte Conrad Smith mit den All Blacks in England und Wales den Weltmeistertitel verteidigen.
Smiths schneller Antritt, sein hartes Tackling und seine Ballbehandlung machen ihn zu einem sehr starken Innendreiviertel.